# Västerbergslags domsaga
Västerbergslags domsaga var en domsaga i Kopparbergs län. Den bildades 1902 genom delningen av Västerdalarnas domsaga och upplöstes 1971 i samband med tingsrättsreformen i Sverige. Domsagan överfördes då till Ludvika tingsrätt. Före 1904 hette domsagan Smedjebackens domsaga.
Domsagan lydde under Svea hovrätt. Vid bildandet löd tre tingslag under domsagan, men detta antal minskades till ett 1907, när Grangärde tingslag, Norrbärke tingslag och Söderbärke tingslag bildade Västerbergslags domsagas tingslag. När domsagan upphörde 1971 löd således under den bara ett tingslag.

## Tingslag
- Grangärde tingslag; till 1907
- Norrbärke tingslag; till 1907
- Söderbärke tingslag; till 1907
- Västerbergslags domsagas tingslag; från 1907

## Häradshövdingar
- 1901–1926 Ernst Grenander
- 1926–1945 Erik Björkman
- 1946–1969 Folke Ekdahl
- 1969-1970 Sven Brehmer